# 東谷文仁
東谷 文仁（ひがしたに ふみと、7月23日 - ）は、日本の漫画家。石川県能登町（旧内浦町）生まれ。

## 経歴
2001年、「最強道場」が第54回赤塚賞で準入選となり、デビュー。その後、『月刊少年ジャンプ』で数編の読み切り作品掲載を経て、「黒いラブレター」の連載に至る。2007年の『月刊少年ジャンプ』廃刊を以って連載を終了。作品はいずれもギャグ漫画である。
月刊北國アクタスにて漫画「恋と成」を連載していたが、2015年4月号で連載終了。
北國新聞社から３巻まで刊行されていた。
（単行本未収録の2015年1月号〜4月号掲載分は
ファンにより同人誌化され、2015年8月のコミックマーケットで頒布された。）現在はマンガ図書館Zで配信中。
また2016年6月10日からWEBコミックサイト『やわらかスピリッツ』にて「ダンジョンのほとりの宿屋の親父」の配信を開始。
同サイトでのアクセス1位を連続して記録し、2016年12月に発売された単行本も数週間も経たぬうちに売り切れが続出し、緊急重版するほどであった。
2016年10月の配信を以って連載終了するが、前記の通り、空前絶後の人気を受け、2017年1月16日より同サイトにて第2期の配信を開始。同年10月2日以降は更新が行われなかったが、2018年7月9日より連載を再開、同年8月27日の配信をもって連載終了した。全30話。
現在は自身のTwitterにて随時、「#4コマ裂伝」と題して４コマ漫画を発表している。

## 著作リスト
- 黒いラブレター（月刊少年ジャンプ、全7巻）
  1. おのれの血は青色かよの巻（2003年12月発行）
  2. 婆（バ）イオハザードの巻（2004年4月※発行）
  3. 2丁拳銃の政の巻（2005年2月発行）
  4. 時は金なりおいなりさんの巻（2005年12月発行）
  5. 俺の体を喰ってくれの巻（2006年6月発行）
  6. 贅沢 食卓 ゴン太君の巻（2006年12月発行）
  7. 脳あるマッチョは筋肉隠すの巻（2007年8月発行）

以上、集英社ジャンプ・コミックス。
- 恋と成　（月刊北國アクタス、既刊3巻）
  1. 　(2012年7月26日発売）
  2. 　(2013年10月23日発売)
  3. 　(2015年2月10日発売)

以上、時鐘舎（北國新聞社）。
- 恋と成4 単行本未収録巻(2015年8月15日発行)

以上、コミックマーケットにて頒布。マンガ図書館Zにて3巻分と合わせて公開。
- ダンジョンのほとりの宿屋の親父（やわらかスピリッツ　全3巻）
  1. （2016年11月16日発行）
  2. （2017年8月15日発行）
  3. （2018年09月12日発売）

以上、小学館ビッグスピリッツコミックス・スペシャル。
- 東谷文仁の４コマ裂伝